# Кургинян, Ашот
Ашот Кургинян (31 января 1965) — советский и грузинский футболист, защитник.

## Биография
Воспитанник сухумского футбола.
На взрослом уровне дебютировал в 1983 году в составе сухумского «Динамо» во второй лиге.
О выступлениях в нескольких следующих сезонах сведений нет.
В 1989 году играл во второй лиге за «Колхети» (Поти).
После выхода грузинских команд из чемпионата СССР в 1990 году сыграл 7 матчей в независимом чемпионате Грузии за «Колхети». В том же году вернулся в Сухуми и выступал за «Цхуми». Становился серебряным призёром чемпионата Грузии 1991/92, двукратным финалистом Кубка страны (1990, 1991/92). Всего в чемпионатах Грузии, с учётом игр за «Колхети», сыграл 79 матчей и забил 1 гол.
В 1993 году выступал в России за «Уралан» (Элиста) и «Смена-Сатурн» (Санкт-Петербург). Провёл 22 матча в первой лиге и две игры в Кубке России. В 1994 году тоже был в составе «Смены-Сатурн», но ни одного матча не сыграл.
Дальнейшая судьба неизвестна.